# Rankin M. Smith Sr.
Rankin McEachern Smith Sr. (geboren am 29. Oktober 1925 in Atlanta als Doughty Rankin Manley jr.; gestorben am 26. Oktober 1997 ebenda) war ein amerikanischer Unternehmer in der Versicherungswirtschaft. Außerdem war er Eigentümer der NFL-Franchise Atlanta Falcons.

## Leben
Rankin M. Smith wurde als Sohn von Doughty Rankin Manley und Lula Christine McEachern Smith (1901–1951) geboren. Der Großvater mütterlicherseits John Newton McEachern Sr. war 1891 Mitgründer der Versicherung Industrial Aid Association (ab 1903 Industrial Life and Health Insurance Company, ab 1947 Life Insurance Company of Georgia). 1929 trennten sich die Eltern. Nachdem seine Mutter erneut geheiratet hatte, nahm er den Familiennamen seines Stiefvaters an. Sein Stiefvater Taylor Buttrill Smith, der eine leitende Position in der Versicherung innehatte, nahm sich 1942 das Leben. Seine Mutter war langjährige Vizepräsidentin und ab 1950 Aufsichtsratsvorsitzende der Versicherung.
Rankin Smith besuchte unter anderem die Marist School in Atlanta, die Bolles School in Jacksonville (Florida) und die North Fulton High School in Atlanta. Anschließend studierte er an der Emory University und wechselte nach einem Jahr an die University of Georgia. Von 1943 bis 1946 diente er in der US Army Air Force als Pilot.
Am 20. November 1946 heiratete er Miriam „Meme“ Wellman.  1974 wurde die Ehe geschieden. Das Paar hatte fünf Kinder Rankin (* 1948), Carroll (1949–2014), Dorothy Ann (* 1951), Taylor (* 1953) und Karen (* 1958).
Ab 1942 begann er für die Versicherung der Mutter zu arbeiten, zunächst als Bürokraft. Später war er als Versicherungsagent aktiv. Im März 1954 wurde Rankin Smith zum Vizepräsidenten und im November des gleichen Jahres zum Sekretär und Mitglied des Aufsichtsrates ernannt.  Gleichzeitig begann er sich verstärkt im gesellschaftlichen Leben von Atlanta zu engagieren. Er übernahm eine Leitungsfunktion beim örtlichen Rotary-Club und leitete die Kampagnen einer Stiftung zur Prävention von Herzinfarkten.
Ab 1959 war Rankin Smith in Initiativen involviert, um ein hochklassiges Profisport-Franchise in Atlanta anzusiedeln.  So wurden 1960 Gespräche mit der American Football League aufgenommen. 1960 scheiterte die Ansiedlung der achten AFL-Franchise knapp. Ende Juni 1965 spitzte sich die Situation insoweit zu, dass die konkurrierenden Ligen AFL und NFL beide ein Franchise in der Stadt ansiedeln wollten. Während die AFL das Franchise an ein örtliches TV-Unternehmen vergab, bewarben sich um die NFL-Franchise drei Gruppierungen. Eine wurde von Rankin Smith angeführt, eine weitere bestand um Lindsey Hopkins, Tony Hulman und John W. Mecom Jr. und eine dritte um John Clay. Am 1. Juli 1965 erhielt schließlich Rankin M. Smith den Zuschlag der NFL-Eigentümer. Er gründete dafür das Unternehmen „The Five Smiths, Inc.“ Daran hielt Smith zunächst 64 % sowie sieben weitere Anteilseigner die restlichen Anteile.
Daneben war er an der „Major Sports,Inc“ beteiligt. Dieses Unternehmen betrieb ab 1965 das Atlanta-Fulton County Stadium, die Heimspielstätte der Falcons.
1968 wurde Rankin Smith zum Senior Vizepräsident der Versicherung ernannt. 1970 wurde er Präsident und Chief Executive Officer. 1975 wurde er Vorsitzender des Aufsichtsrates. Ein Jahr später wurde er von den anderen Aufsichtsratsmitglieder von seiner Position enthoben. Begründet wurde dies damit, dass insbesondere die Football-Franchise zu viel Zeit in Anspruch nehmen würde, und er dabei die Versicherung vernachlässige. Außerdem stand sein Alkoholkonsum in der Kritik.
1976 heiratete er Charlotte Ann Lillard Topping (1931–2012), die Witwe des Besitzers der Baseball-Franchise New York Yankees. Nachdem sein Stiefsohn Robert Reid Topping 1977 ermordet worden war, begann er sich seinem Alkoholismus zu stellen. Er ging zu den anonymen Alkoholikern und verzichtete fortan auf alkoholische Getränke. Bei den Atlanta Falcons gab er das operative Geschäft 1977 an seinen Sohn Rankin jr. als Präsident und Eddie LeBaron als General Manager ab.
Rankin Smith war treibende Kraft für den Bau des Georgia Dome ab 1989 sowie die Durchführung der Super Bowl XXVIII 1994 und Super Bowl XXXIV 2000.
Bis 1979 die Life of Georgia von der niederländischen Finanzgruppe Nationale-Nederlanden (heute ING Groep) gekauft wurde, hielt Smith einen größeren Geschäftsanteil. Daneben unterstützt er das Fernbank Museum of Natural History und das Atlanta Symphony Orchestra und gründete die Jugendstiftung „Atlanta Falcons Youth Foundation“. Außerdem saß er im Aufsichtsrat der örtlichen Handelskammer und im Aufsichtsrat verschiedener Schulen.
Rankin M. Smith starb nach mehrjährigen Herzproblemen im Piedmont Hospital in Atlanta. Er ist in einem Familiengrab auf dem Westview Cemetery in Atlanta bestattet.